# گوشت خرچنگ

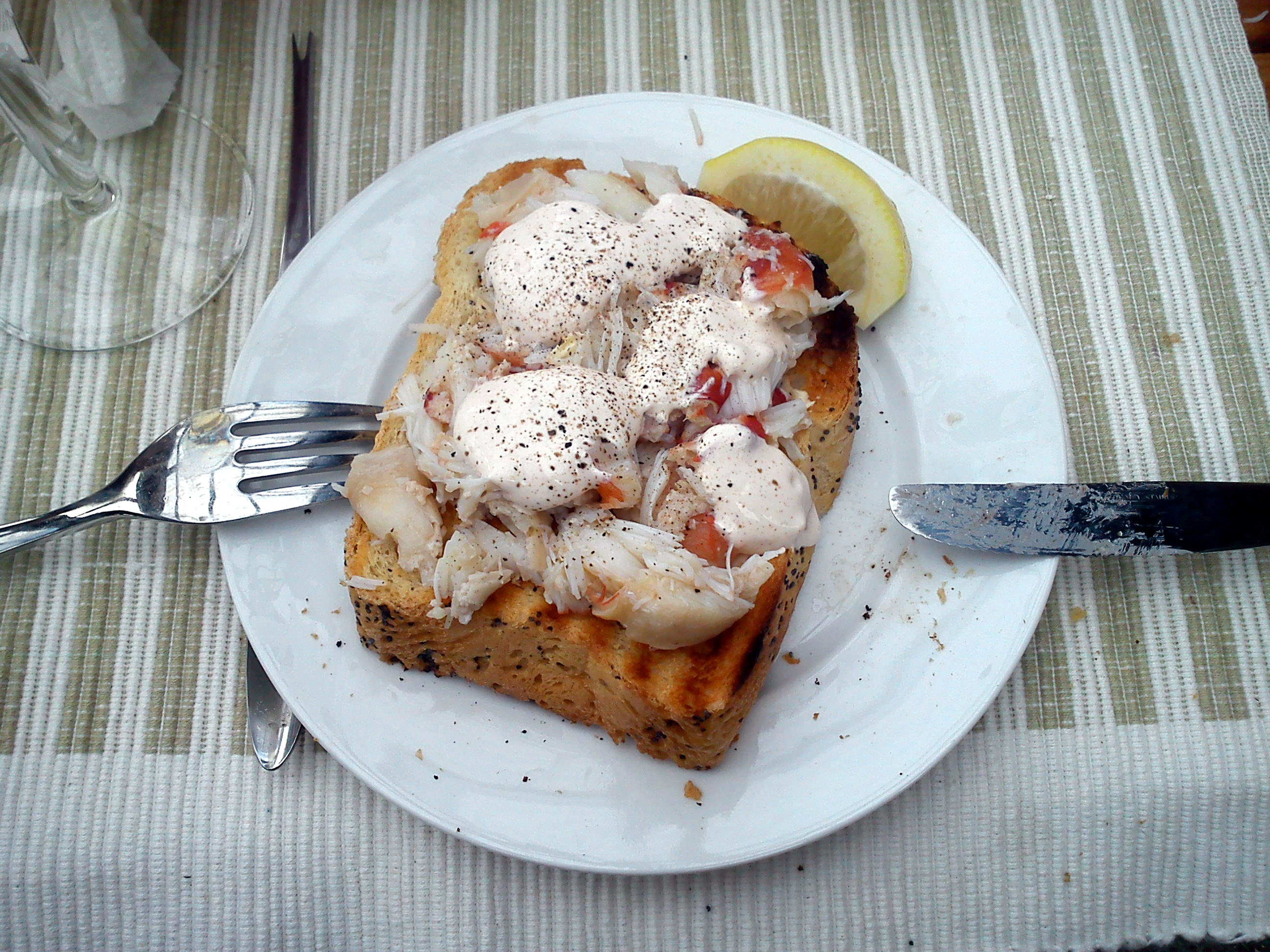
گوشت چنگک خرچنگ بر روی نان تست

گوشت خرچنگ (به انگلیسی: Crab meat) گوشتی است که در یک خرچنگ، یا به‌طور خاص در قسمت پای آن، یافت می‌شود. گوشت خرچنگ به دلیل نرمی، طعم خوب و مطبوع در بسیاری از روش‌های آشپزی‌ در سراسر جهان مورد استفاده قرار می‌گیرد. این گوشت کم چرب است و با مصرف حدود ۸۵ گرم (۳ اونس) از گوشت خرچنگ، در حدود ۳۴۰ کیلوژول (۸۲ کیلوکالری) انرژی در بدن به دست می‌آید. خرچنگ قهوه‌ای (با نام علمی انگلیسی Cancer pagurus)، خرچنگ آبی (با نام علمی انگلیسی Callinectes sapidus)، خرچنگ شناگر آبی (با نام علمی انگلیسی Portunus pelagicus)، و خرچنگ شناگر قرمز (با نام علمی انگلیسی Portunus haanii) از جمله پرفروش‌ترین گونه‌های گوشت خرچنگ در سطح جهان هستند.
در برخی از شیلات، گوشت خرچنگ را به واسطه جدا کردن چنگک‌های آن به دست می آورند. این کار، فرآیندی است که طبق آن یک یا هر دو پنجه خرچنگ زنده به صورت دستی کنده می‌شود و حیوان سپس به آب بازگردانده می‌شود. از این روند کار به این دلیل طرفداری می‌شود که برخی از خرچنگ‌ها می‌توانند به‌طور طبیعی اندام‌ها را کنار بگذارند (جدا کنند) و حدود یک سال بعد پس از یک سری پوست‌اندازی، این اندام‌ها را بازسازی کنند.